# Poly(ADP-ribose) polymérase
Pour les articles homonymes, voir ADP-ribosyltransférase.
Une poly(ADP-ribose) polymérase (PARP) est une glycosyltransférase qui catalyse la réaction :
NAD+ + (ADP-D-ribosyl)n–accepteur  {\displaystyle \rightleftharpoons }  nicotinamide + (ADP-D-ribosyl)n+1–accepteur + H+.
Ces enzymes forment une famille de 17 membres qui ont des structures et des fonctions très diverses dans la cellule. On les trouve dans le noyau cellulaire. Leur fonction principale est de signaler l'ADN monocaténaire au système enzymatique chargé de restaurer l'ADN bicaténaire. L'activation d'une PARP est une réponse cellulaire immédiate à l'apparition d'ADN monocaténaire d'origine métabolique, chimique ou radioactive. Ces enzymes se lient aux fragments d'ADN monocaténaire et, après un changement de configuration, commencent la synthèse d'une chaîne de poly(ADP-ribose) (PAR) comme signal pour les autres enzymes de réparation de l'ADN telles que l'ADN ligase III, l'ADN polymérase bêta et les protéines d'échafaudage. Une fois la réparation effectuée, les chaînes de PAR sont dégradées par la poly(ADP-ribose) glycohydrolase (PARG).
Il est intéressant de noter que le NAD+ est nécessaire comme substrat pour régénérer des monomères d'ADP-ribose. La suractivation de la PARP peut épuiser les réserves cellulaires de NAD+ et induire un épuisement progressif de l'ATP par inhibition de l'oxydation du glucose, d'où une mort cellulaire par nécrose. À cet égard, la PARP est inactivée par clivage par la caspase 3 sur un domaine spécifique de l'enzyme lors du processus d'apoptose.
Les PARP sont des enzymes essentielles à un certain nombre de fonctions cellulaires, notamment l'expression de gènes inflammatoires : la poly(ADP-ribose) polymérase 1 (PARP-1) est nécessaire pour induire l'expression des ICAM-1 par les cellules des muscles lisses en réponse au facteur de nécrose tumorale (TNF).

## Cible thérapeutique
Le niraparib est une molécule inhibitrice de cet enzyme et qui a une certaine efficacité dans le traitement de certains cancers ovariens. Le rucaparib, autre inhibiteur de l'enzyme, allonge la durée de rémission chez certains cancers de la prostate métastatiques.